# Jacky Cheung
Jacky Cheung Hok Yau, de Hong Kong, es cantante y actor de cine desde mediados de la década de los ochenta. Los medios de comunicación en chino se refieren a él, junto con Aaron Kwok, Andy Lau y Leon Lai, como los “Cuatro Reyes Celestiales del Cantopop” (música pop cantonesa).

## Biografía
Cheung, nacido el 10 de julio de 1961, es conocido por su voz de barítono de amplio rango, y una gran capacidad de representación. Se le considera uno de los mejores cantantes preocedentes de Hong Kong. Algunas veces se le apoda el “dios del canto” (歌神), título que alguna vez tuvo otro artista del “cantopop”, Sam Hui.
Su exitosa carrera musical y de actuación han hecho de él una de las figuras representativas de Hong Kong. Cheung fue elegido por la revista Time, como una de las 25 personas más influyentes de Hong Kong en 1997. En 1999 fue nombrado una de los 10 jóvenes sobresalientes del mundo (outstanding youg persons of the world) por la Junior Chamber International. En el 2000, fue premiado por la RTHK (Radio Televisión Hong Kong) con el “Golden Needle Award”. Este reconocimiento, equivalente a un premio por la carrera de toda una vida, muestra grandes contribuciones a la industria de la música. Fue nombrado portavoz de Hong Kong Disneyland en 2004.

## Filmografía
- Heaven in the Dark (2016)
- From Vegas to Macau III (2016)
- Helios (2015)
- Temporary Family (2014)
- A Complicated Story (2013)
- Crossing Hennessy (2010)
- Hot Summer Days (2010)
- 72 Tenants of Prosperity (2010)
- Bodyguards and Assassins (2009)
- The Heavenly Kings (2006)
- Perhaps Love (2005)
- Super Model (2004)
- Jiang Hu (2004)
- Golden Chicken 2 (2003)
- Dragon Loaded 2003 (2003)
- July Rhapsody (2002)
- Dragon Heat (2000)
- Anna Magdalena (1998)
- The Private Eye Blues (1995)
- High Risk (1995)
- Love on Delivery (1994) (kameo)
- To Live and Die in Tsimshatsui (1994)
- Ashes of Time (1994)
- Future Cops (1993)
- Enigma of Love (1993)
- The Eagle Shooting Heroes (1993)
- Flying Dagger (1993)
- Legend of Prince (1993)
- Boys Are Easy (1993)
- True Love (1992)
- The Days of Being Dumb (1992)
- With or Without You (1992)
- Best of the Best (1992)
- Deadly Dream Woman (1992)
- Hot Hot and Pom Pom (1992)
- The Wicked City (1992)
- Slickers vs. Killers (1991)
- The Banquet (1991)
- Once Upon a Time in China (1991)
- Chinese Legend (1991)
- Bullet for Hire (1991)
- The Raid (1991)
- A Chinese Ghost Story III (1991)
- Will of Iron (1991)
- Days of Being Wild (1991)
- Point of Return (1990)
- Will of Iron (1990)
- Best Friend of the Cops (1990)
- Off Track (1990)
- Chase from Beyond (1990)
- Bullet in the Head (1990)
- A Chinese Ghost Story Part II (1990)
- Curry and Pepper (1990)
- The Swordsman (1990)
- Miracles (1989)
- Little Cop (1989)
- Seven Warriors (1989)
- Vampire Buster (1989)
- The Eight Happiness (1988)
- The Haunted Cop Shop of Horrors 2 (1988)
- Mother Vs. Mother (1988)
- Couples, Couples, Couples (1988)
- Tiger Cage (1988)
- As Tears Go By (1988) Best Supporting Actor Award
- Faithfully Yours (1988)
- The Haunted Cop Shop of Horrors (1987)
- Devoted to You (1986)
- Soul (1986)
- Spirit and Me (1986)

Traducción parcial del artículo en la Wikipedia en Cheung inglés
- Datos: Q16781
- Multimedia: Jacky Cheung / Q16781